# The London Gazette

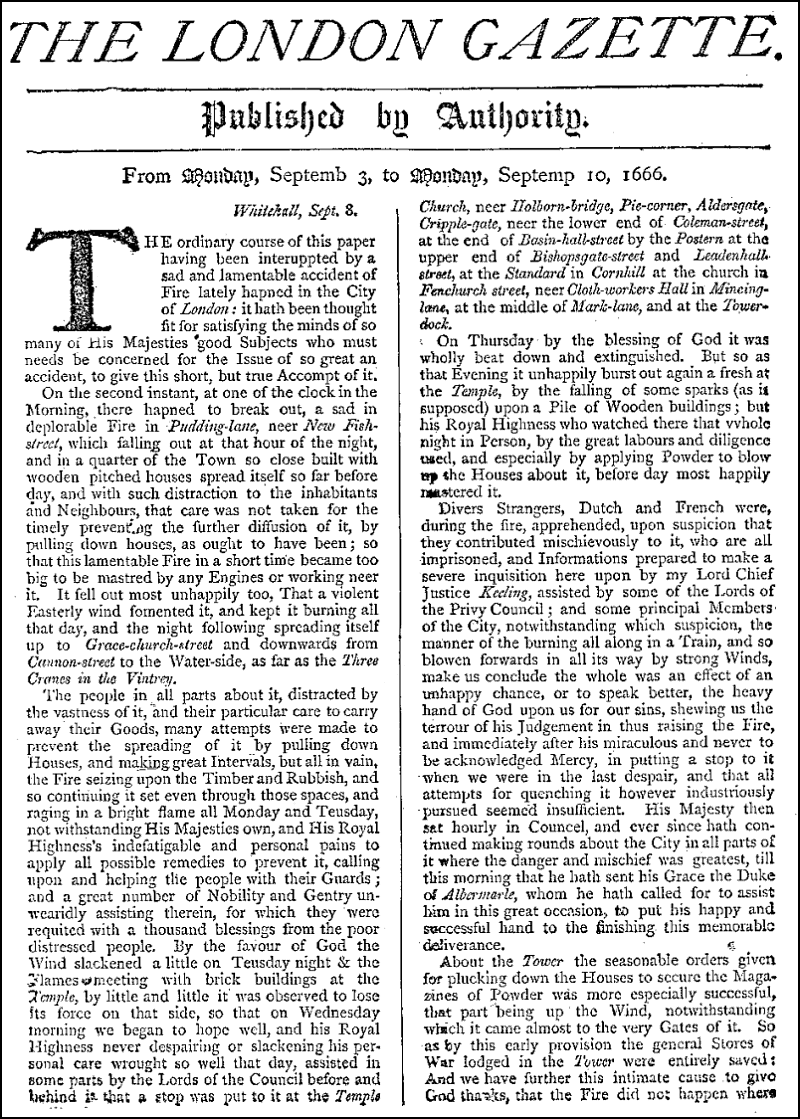
The London Gazette, facsimil al primei pagini a numărului din 3–10 septembrie 1666, care relatează Marele Incendiu din Londra.

London Gazette este una dintre publicațiile oficiale ale guvernului britanic, cea mai importantă dintre aceste publicații din Regatul Unit; ea este destinată publicării anunțurilor oficiale. London Gazette susține că este cel mai vechi ziar din Anglia și cel mai vechi ziar publicat continuu în Regatul Unit, întrucât primul său număr a apărut la 7 noiembrie 1665 sub titlul Oxford Gazette. Acest titlu este revendicat și de  Stamford Mercury și de Berrow's Worcester Journal, întrucât Gazette nu este un ziar convențional care oferă știri din domenii generale. Are circulație restrânsă.
Alte publicații oficiale ale guvernului Regatului Unit sunt Edinburgh Gazette și Belfast Gazette, care, pe lângă reproducerea anumitor materiale de interes național publicate și în London Gazette, conțin documente specifice legate respectiv de Scoția și de Irlanda de Nord, respectively.
London Gazette publică nu doar anunțuri de interes național ale guvernului de la Londra, ci și cele emise de acesta și legate de entități sau cetățeni din Anglia. Unele anunțuri de interes doar pentru Scoția și Irlanda de Nord sunt însă obligatoriu publicate și în London Gazette.
London, Edinburgh și Belfast Gazette sunt editate de TSO în numele Her Majesty's Stationery Office. Drepturile de autor asupra materialelor sunt reglementate prin Crown Copyright.

## Istoria
London Gazette a fost publicată inițial sub titlul de Oxford Gazette la 7 noiembrie 1665. Carol al II-lea și Curtea Regală se mutaseră la Oxford pentru a se feri de Marea Ciumă din Londra, și curtenii nu erau dispuși să atingă și să citească ziare londoneze, de frică să nu se îmbolnăvească. Gazette a fost „publicată prin autoritate” de Henry Muddiman, și prima apariție a fost înregistrată de Samuel Pepys în jurnalul său diary. Regele a revenit la Londra după dispariția epidemiei, iar Gazette s-a mutat și ea, primul număr intitulat London Gazette (numărul 24) apărând la 5 februarie 1666. Gazette nu a fost un ziar în sens modern: el era trimis doar abonaților, nu era tipărit pentru a fi vândut publicului general.
Her Majesty's Stationery Office a preluat editarea lui London Gazette în 1889. Publicarea a fost transferată sectorului privat, sub supraveghere guvernamentală, la sfârșitul anilor 1990, când mare parte din HMSO a fost privatizat și a păstrat doar titulatura de The Stationery Office.